# مسجد دزک
مسجد دزک مربوط به دوره قاجار است و در شهرستان بندرعباس، روستای دزک واقع شده و این اثر در تاریخ ۱۰ مهر ۱۳۸۰ با شمارهٔ ثبت ۴۱۹۱ به‌عنوان یکی از آثار ملی ایران به ثبت رسیده است.